# Messe (metropolitana di Norimberga)
La stazione di Messe (letteralmente: "Fiera") è una stazione della metropolitana di Norimberga, servita dalla linea U1.

## Storia
La stazione di Messe, originariamente denominata "Neuselsbrunn", venne attivata il 1º marzo 1972 come parte della prima tratta della metropolitana di Norimberga, compresa fra le stazioni di Langwasser Süd e di Bauernfeindstraße.
Con l'apertura dell'area fieristica, nel 1974, la stazione assunse la nuova denominazione di "Messezentrum" (letteralmente "Centro fieristico"), e infine nel 1999-2000 la denominazione attuale.

## Interscambi
- Fermata autobus[3]